# Kanton Chamalières
Kanton Chamalières (fr. Canton de Chamalières) je francouzský kanton v departementu Puy-de-Dôme v regionu Auvergne. Tvoří ho pouze město Chamalières.